# Fachada del Obradoiro

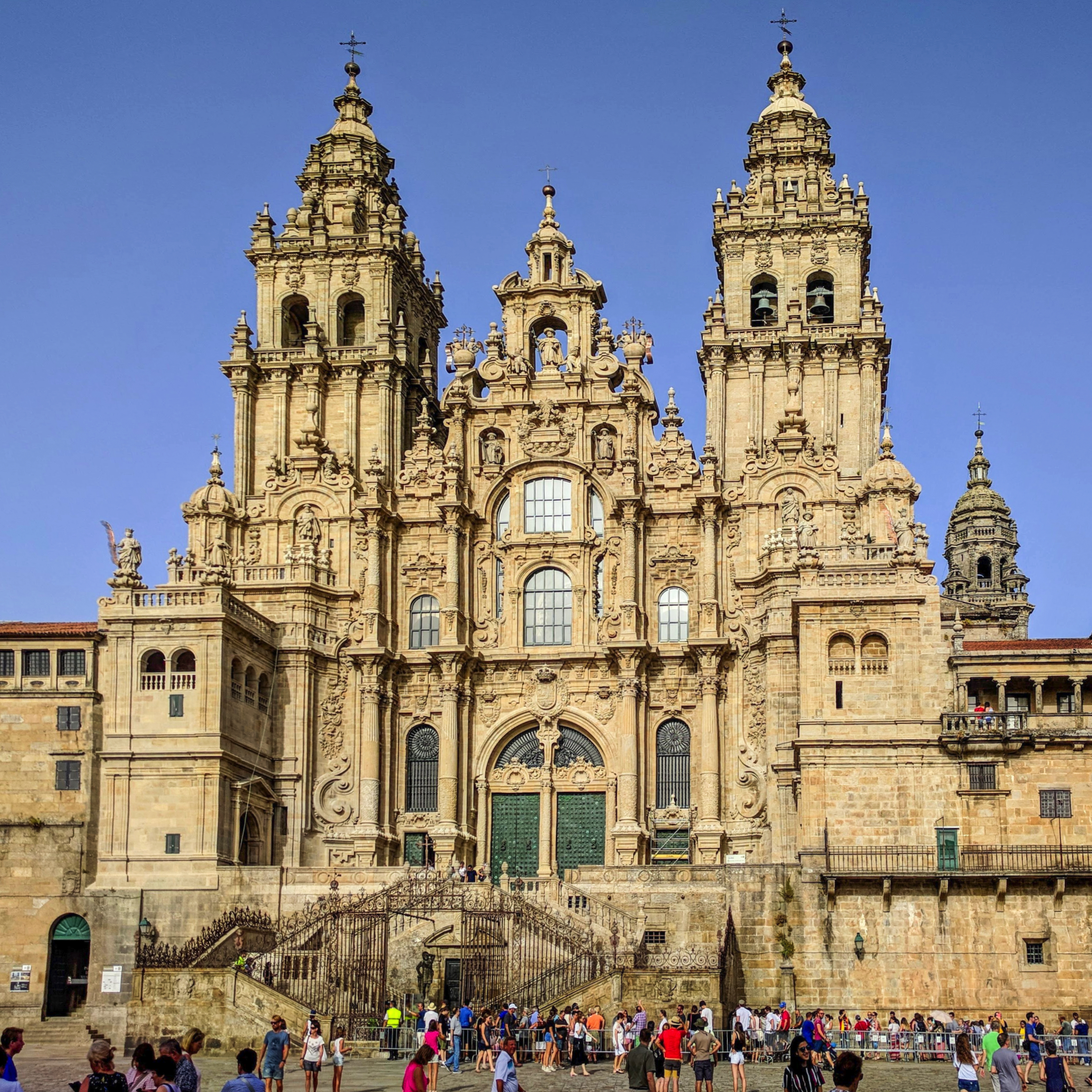
Fachada del Taller

La fachada del Obradoiro es la fachada principal orientada a poniente de la Catedral de Santiago de Compostela, resultado de sucesivas modificaciones sobre la construcción original de los siglos XVI y XVII y finalizada por Fernando de Casas Novoa entre 1738 y 1750.
La fachada se convirtió en el símbolo de la catedral y de la ciudad de Santiago de Compostela. Prueba de su representatividad es el grabado que aparece en el reverso de las monedas españolas de 1, 2 y 5 céntimos de $.

## Construcción
Cuando el maestro mateiño construyó el Pórtico, la fachada de la Basílica estaba formada por tres arcos (anchos en el central y más pequeños en los laterales) y cerrados por dos torres cuadrangulares, que hoy forman los cuerpos bajos de las torres actuales. La fachada de Mateu conservó su estructura original hasta la primera mitad del siglo XVI, cuando el templo se cerró con dos grandes puertas. La torre sur fue reforzada en los siglos XV, XVI y XVII, y sobre ella construyó José Peña de Toro la actual torre barroca (en el siglo XVII). Gracias a un dibujo de José Vega y Verdugo fechado en 1657 sabemos cómo era la fachada medieval, antes de la reforma de las Casas Novoa en el siglo XVIII. Uno de los elementos característicos de esta época es un gran rosetón al final del cuerpo central. Cuando Casas Novoa desmanteló la fachada, en 1738, el rosetón desapareció, hasta que en el siglo XX Chamoso Lamas encontró varios fragmentos con los que llevó a cabo una reconstrucción parcial, gracias al citado dibujo de la fachada de Vega y Verdugo. Esta reconstrucción se exhibe actualmente en el Museo Catedralicio.
Casas Novoa construyó la fachada central, la torre sur, a la izquierda, y la correspondiente galería arzobispal que, a modo de contrafuerte, existía bajo la torre sur. Las esculturas de la fachada son obra de Gregorio Fernández, Antonio Vaamonde, Gambino y otros; la policromía se debe a García Bouzas.
Las obras fueron terminadas en febrero de 1750 e inauguradas con gran pompa, las torres fueron reforzadas algunas veces por problemas de estabilidad. En ese momento, el arquitecto ya había fallecido (el 25 de noviembre del año anterior), y había sido enterrado en la capilla del Espíritu Santo, en el interior de la Catedral.

## Descripción

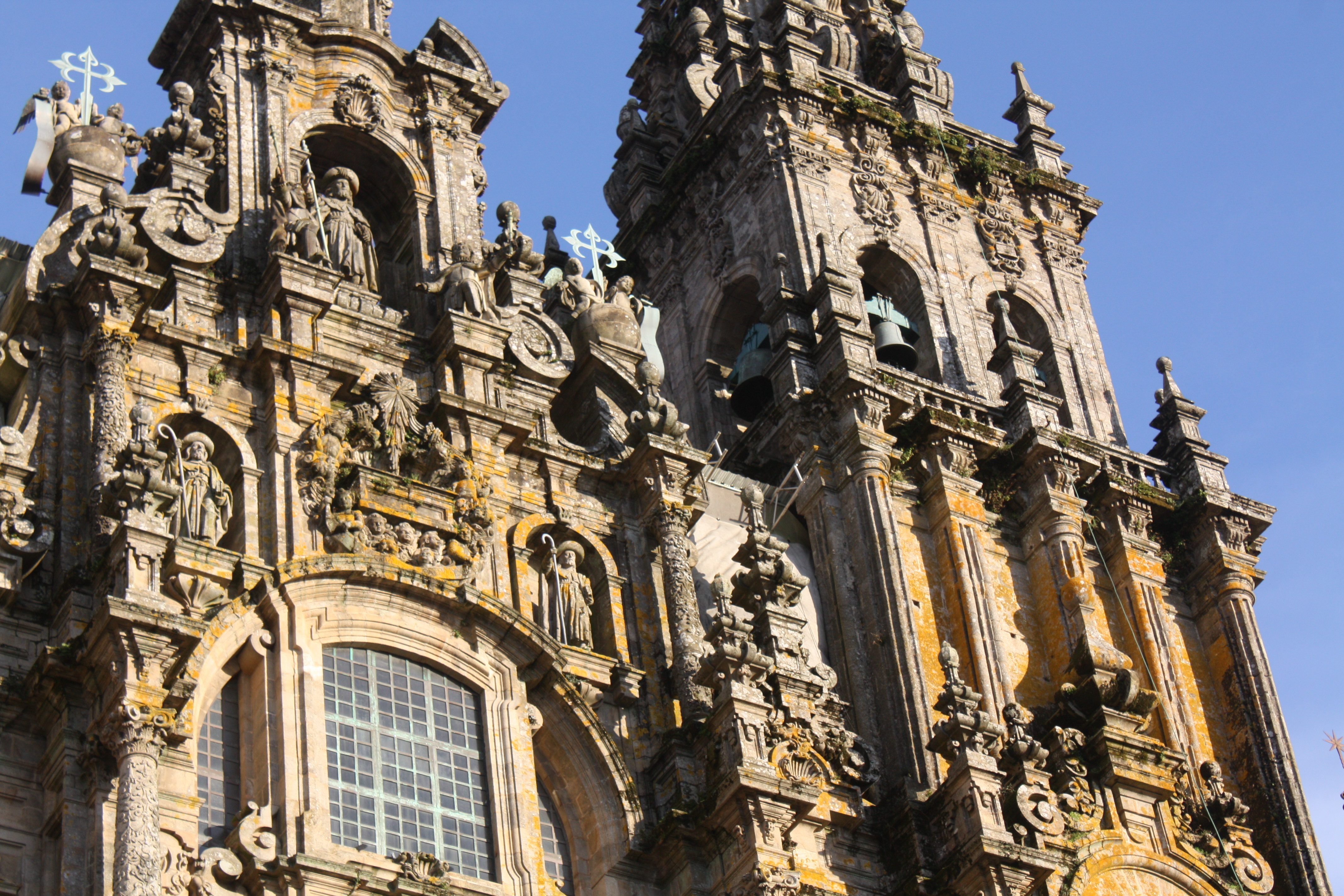
detalle

Consta de un cuerpo central y dos calles laterales, y está flanqueado por dos altas torres llamadas Torre das Campás (al sur) y Torre da Carraca (al norte).
El cuerpo central, o espejo, se estructura verticalmente entre dos plantas de columnas exentas. El primer piso está representado por un arco dividido por un dintel y dos grandes puertas, que coinciden con los dos vanos del Pórtico da Gloria . Sobre ellos, un tímpano de cristal. En el segundo piso, otro gran arco acoge dos grandes ventanales acristalados que buscan, al igual que el tímpano inferior, permitir la entrada de luz exterior para iluminar el Pórtico y las naves de la iglesia  .
Está coronado por una espadaña en la que se abre un horno con la imagen del Apóstol Santiago vestido de peregrino y recibiendo el homenaje de dos monarcas. A los lados, dos bolas con un par de ángeles cada una, sosteniendo cruces de Santiago. Debajo del Apóstol, una estructura circular coronada por una estrella (que representa las luminarias vistas por el ermitaño Payo) contiene la urna en la que fue encontrado su cuerpo, todo rodeado de cabezas de ángeles. Y a ambos lados, otras dos hornacinas con las estatuas de sus dos discípulos, Atanasio y Teodoro, también vestidos de peregrinos.
En la torre de la derecha hay un horno con la imagen de María Salomé, madre de Santiago, y en la torre de la izquierda otro con la imagen de su padre, Zebedeo.
Las torres se basan en contrafuertes, de planta cuadrangular, coronadas por una balaustrada con las imágenes de Santa Susana  y San Juan Evangelista a la izquierda y Santa Bárbara y Santiago el Menor a la derecha.

La unión de las torres con el cuerpo central se realiza con unas estructuras cóncavas con los trofeos del Apóstol.

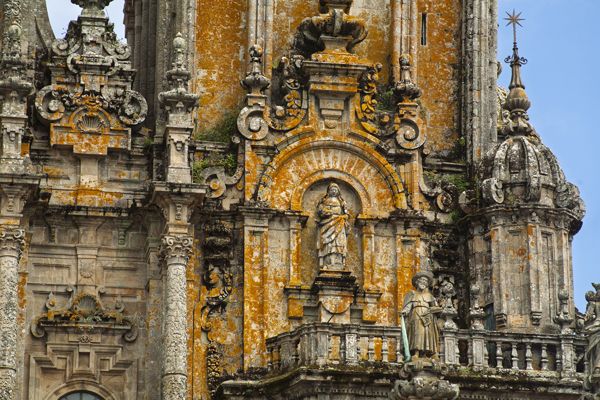
María Salomé, al fondo, y Santiago el Menor.
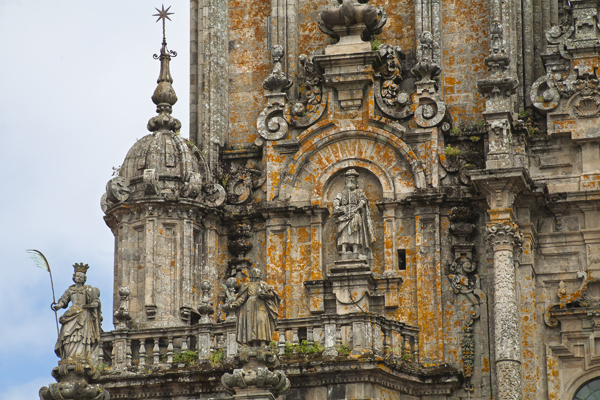
Zebedeo, al fondo, y santa Susana y san Juan.

## Escaleras
Para subir a la entrada de la fachada existe una doble escalera, realizada en el siglo XVII por Ginés Martínez, de estilo renacentista inspirada en la de Giacomo da Vignola en el Palacio Farnesio de Roma, en forma de rombo con dos rampas que rodean la entrada a la antigua cripta románica del siglo XII obra del maestro Mateu, popularmente llamada "Catedral Vieja". Sobre la puerta de la cripta hay un escudo del arzobispo Maximiliano de Austria y, encima, un relieve que representa al Apóstol en la batalla de Clavijo.

Sobre la balaustrada de la escalera se elevan las figuras de los reyes David y Salomón, atribuidas al maestro Mateo. Las escaleras están cerradas por una reja del siglo XVIII.

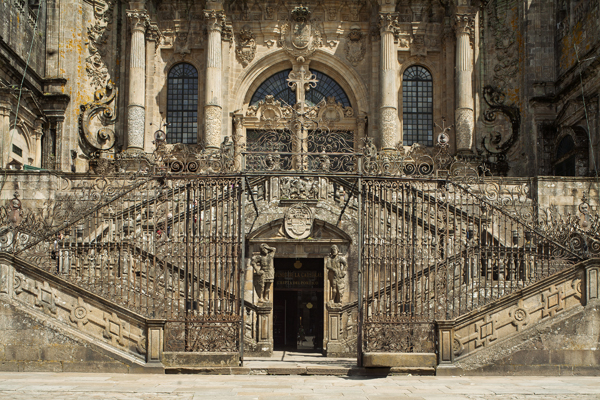
Vista general de las escaleras.
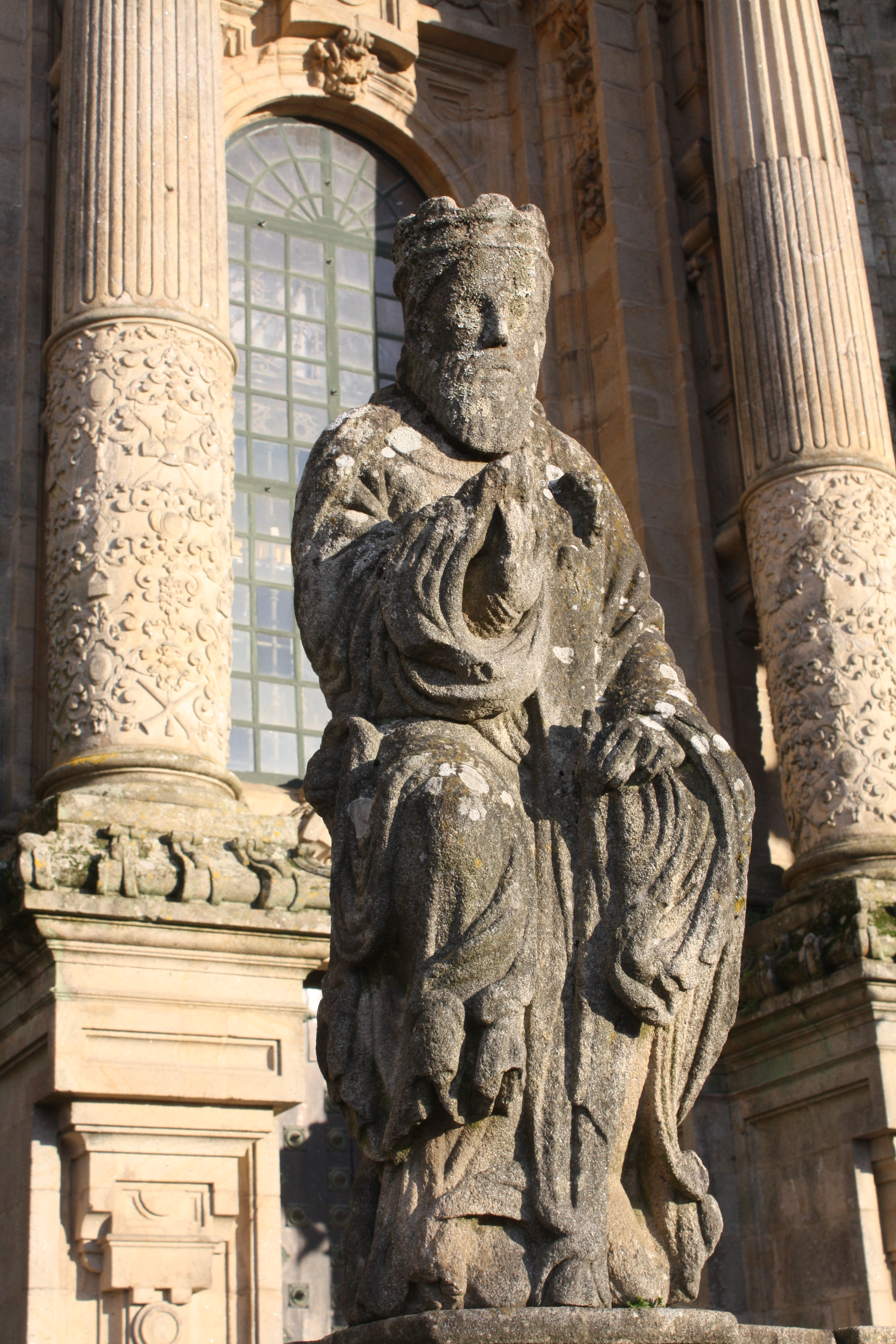
Rey Salomón
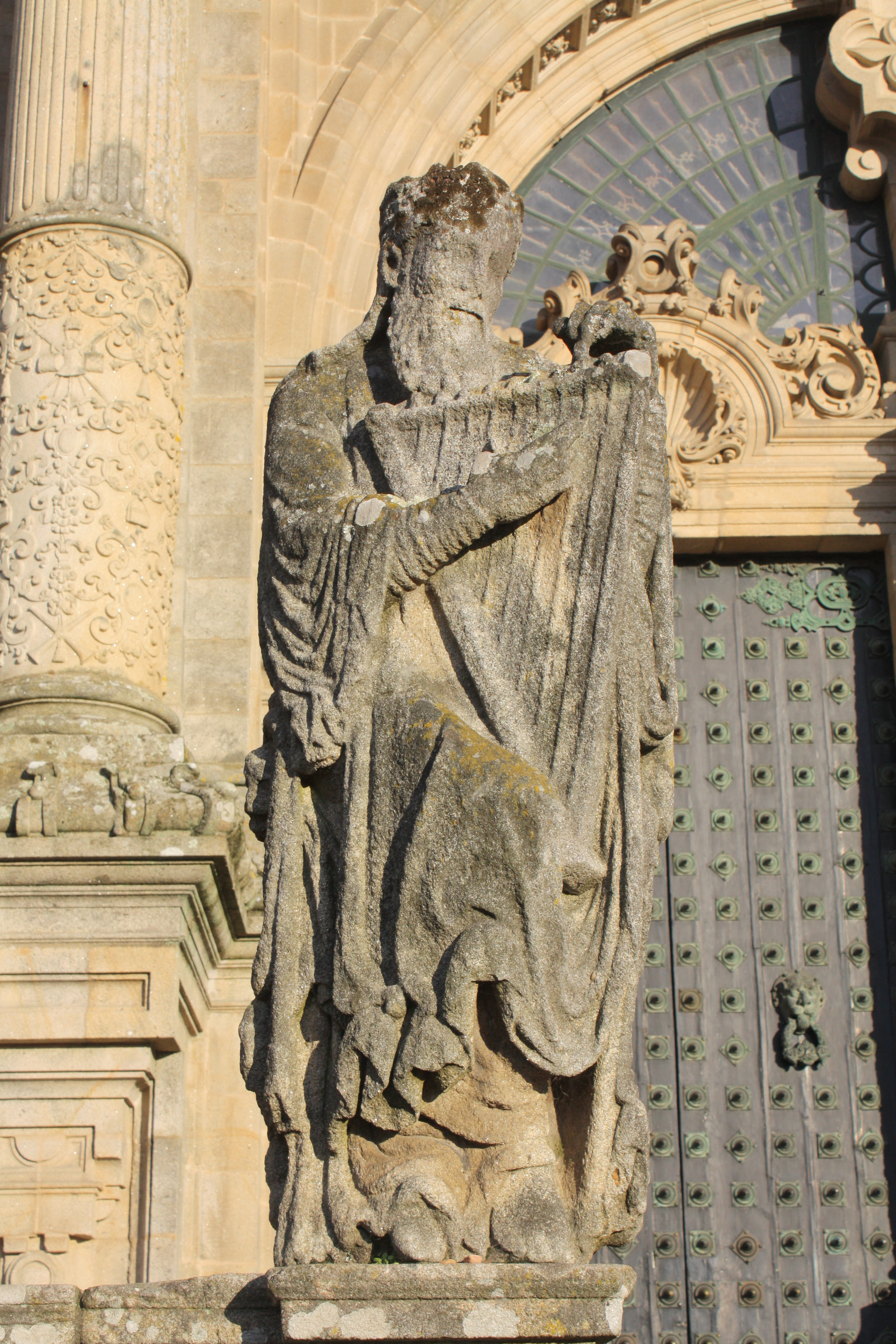
Rey David